# Le Bataclan '72
Le Bataclan '72 je společné koncertní album tří dřívějších členů newyorské rockové skupiny The Velvet Underground, kytaristy a zpěváka Lou Reeda, multiinstrumentalisty Johna Calea a zpěvačky Nico. Album bylo nahráno v lednu roku 1972 v pařížském koncertním sále Bataclan. Oficiálně vyšlo až mnohem později, v roce 2004. Nico se vydání alba již nedožila. Album obsahuje písně jak z dob The Velvet Underground, tak i sólové skladby všech tří zúčastněných.
John Cale zde představil tři své písně. „Ghost Story“ ze svého prvního alba Vintage Violence a dvě nevydané písně: „The Biggest, Loudest, Hairiest Group of All“ a „Empty Bottles“. Druhou jmenovanou nedlouho poté nahrála zpěvačka Jennifer Warnes na své album Jennifer, jehož producentem byl právě Cale.

## Seznam skladeb
| Pořadí | Název                                       | Autor           | Původní album                        | Délka |
| ------ | ------------------------------------------- | --------------- | ------------------------------------ | ----- |
| 1.     | I'm Waiting for the Man                     | Lou Reed        | The Velvet Underground & Nico (1967) | 5:42  |
| 2.     | Berlin                                      | Reed            | Lou Reed (1972)                      | 5:32  |
| 3.     | The Black Angel's Death Song                | Reed, John Cale | The Velvet Underground & Nico (1967) | 4:15  |
| 4.     | Wild Child                                  | Reed            | Lou Reed (1972)                      | 6:05  |
| 5.     | Heroin                                      | Reed            | The Velvet Underground & Nico (1967) | 7:35  |
| 6.     | Ghost Story                                 | Cale            | Vintage Violence (1972)              | 3:09  |
| 7.     | The Biggest, Loudest, Hairiest Group of All | Cale            | nevydáno                             | 4:19  |
| 8.     | Empty Bottles                               | Cale            | nevydáno                             | 3:16  |
| 9.     | Femme Fatale                                | Reed            | The Velvet Underground & Nico (1967) | 3:22  |
| 10.    | No One Is There                             | Nico            | The Marble Index (1969)              | 6:18  |
| 11.    | Frozen Warnings                             | Nico            | The Marble Index (1969)              | 5:20  |
| 12.    | Janitor of Lunacy                           | Nico            | Desertshore (1970)                   | 5:11  |
| 13.    | I'll Be Your Mirror                         | Reed            | The Velvet Underground & Nico (1967) | 4:03  |
| 14.    | All Tomorrow's Parties                      | Reed            | The Velvet Underground & Nico (1967) | 3:12  |
| 15.    | Pale Blue Eyes                              | Reed            | The Velvet Underground (1969)        | 2:06  |
| 16.    | Candy Says                                  | Reed            | The Velvet Underground (1969)        | 1:44  |

## Obsazení
- Lou Reed – zpěv, kytara
- John Cale – zpěv, klávesy, kytara, viola
- Nico – zpěv, harmonium